# Deljenje
Deljênje je v matematiki ena od osnovnih aritmetičnih dvočlenih operacij. Deljenje števil a in b označimo a : b ali tudi a / b oziroma kot ulomek {\displaystyle {\frac {a}{b}}}. Število a se imenuje deljenec ali dividend, b je delitelj ali divizor (v širšem smislu) in rezultat deljenja se imenuje količnik ali kvocient. Če je rezultat deljenja celo število, pravimo , da je ustrezni b delitelj v ožjem smislu (tudi celoštevilski delitelj).
Zmnožek je rezultat pri deljenju. To je število, ki ga lahko množimo z deljiteljem, da dobimo deljenec.
Deljenje je matematična operacija nasprotna množenju. Rezultat deljenja a : b je tisto število x, za katero velja a = b · x, torej:
{\displaystyle a:b=x\iff a=b\cdot x}
Na primer: {\displaystyle {\frac {6}{3}}=2}, ker je {\displaystyle 6=3\cdot 2}.
Deljenje z nič ni definirano, saj ustrezni x ne obstaja (enačba a = 0 · x ni rešljiva za noben x):
{\displaystyle a:0=x\iff a=0\cdot x}
V višji matematiki deljenja po navadi nimamo za samostojno računsko operacijo, pač pa za poseben primer množenja: a : b = a · b−1. Torej: deljenje je množenje z obratno vrednostjo.

## Deljenje z ostankom
V množici naravnih (oziroma tudi celih) števil poznamo tudi posebno operacijo deljenje z ostankom. Pri takšnem deljenju a : b dobimo dva rezultata - količnik k in ostanek r, tako da velja:
- ostanek mora biti manjši od delitelja, torej: r < b
- velja preizkus: a = b · k + r

Na primer:
{\displaystyle 17:6=2,~ost.~5}, ker je {\displaystyle 17=6\cdot 2+5}.